# エスタディオ・イダルゴ
エスタディオ・イダルゴ（Estadio Hidalgo）またはエスタディオ・ミゲル・イダルゴは、メキシコのイダルゴ州パチューカにあるサッカースタジアムである。スタジアム名は「メキシコ独立の父」と称されるミゲル・イダルゴに由来する。スペイン語で「ハリケーン」を意味するウラカン (Huracán) の愛称でも知られる。CFパチューカがホームスタジアムとして使用する。

## 概要
スタジアムは1993年2月14日にパチューカとUNAMプーマスの試合で開場し、パチューカが0-2で敗れた。UNAMのJorge Santillanaがスタジアム初得点を記録した。
2004年に改修を終え、メキシコを代表するスタジアムの一つとなった。同年8月1日にパチューカとUNAMの試合で開場し、パチューカが2-1で勝利した。ブラジルの元サッカー選手のペレがゲストに呼ばれ、試合前にテープカットを行った。また、2つのVIP席にペレとウーゴ・サンチェスの名前と写真が使用されることが発表された。同年10月6日、2006 FIFAワールドカップ・北中米カリブ海予選のメキシコ代表とセントビンセント・グレナディーン代表の試合が行われ、メキシコ代表が7-0で勝利した。
スタジアム北側にあるクラブハウスの廊下にはハビエル・アギーレらパチューカ歴代監督の写真、クラブハウスからピッチまでの通路の入場口にはクラブが獲得したトロフィーや当時のユニフォーム、レジェンドの写真などが飾られている。
2011年6月から7月にかけてメキシコで開催された2011 FIFA U-17ワールドカップでは会場の一つとして使用された。
2015年、ネットフリックスのメキシコを舞台にしたオリジナルドラマシリーズ『クルブ・デ・クエルボス』の撮影が行われた。
パチューカはエスタディオ・イダルゴで、2015年11月からリーグ戦29試合連続無敗を記録していたが、2017年7月29日に行われたアペルトゥーラ2017第2節のクルブ・アメリカ戦で30試合ぶりに敗れた。